# オビドキシム
オビドキシム(Obidoxime)は、神経ガスの毒の治療に用いられるオキシム系の物質である。オキシムは、有機リン化合物のアセチルコリンエステラーゼへの結合を解離させる能力があることが知られている。
アセチルコリンエステラーゼは、隣の神経細胞に興奮を伝え終えたシナプスからアセチルコリンを除去する酵素である。これが阻害されると、アセチルコリンは興奮を伝えた後も除去されず、複数の興奮が生み出され、筋肉の収縮や麻痺に至る。
神経ガス等の有機リン化合物は、アセチルコリンエステラーゼの阻害剤として知られている。これらは酵素の特定部位に結合して、セリン残基を変異させ、またヒスチジン残基の隣接窒素原子を水素化することによって、通常の機能を阻害する。

## 機能
オビドキシム、プラリドキシムヨウ化メチル、塩化アソキシム等のオキシムは、酵素の機能を回復するために用いられる。これらは、有機リン残基に対して酵素よりも大きいアフィニティを持ち、リン酸基を除去してセリンにOH基を回復し、またヒスチジンの窒素原子から水素を除去する。この結果、酵素の機能は回復し、リン酸-オキシム複合体は、尿を通して器官から排除される。

## 副作用
これらのオキシムは肝臓損傷、腎臓損傷、吐き気等の副作用を持つが、神経ガスに対する解毒剤としては非常に有効である。アトロピン等で毒の治療を行うことで、毒の作用を遅らせ、オキシムの投与時間を稼ぐことができる。